# Tisis
Tisis is een geslacht van vlinders van de familie Lecithoceridae.

## Soorten
- T. argyrophaea Meyrick, 1910
- T. auricincta Diakonoff, 1967
- T. bicolorella Walker, 1864
- T. cerambycina Meyrick, 1926
- T. chalybaeella (Walker, 1864)
- T. charadraea Meyrick, 1910
- T. elegans (Snellen, 1903)
- T. eurylampis Meyrick, 1910
- T. helioclina Meyrick, 1894
- T. hemixysta Meyrick, 1910
- T. hyacinthina Meyrick, 1910
- T. imperatrix Meyrick, 1910
- T. isoplasta Meyrick, 1929
- T. luteella (Snellen, 1903)
- T. meliorella (Walker, 1864)
- T. mendicella (Walker, 1864)
- T. mesozosta Meyrick, 1914
- T. nemophorella (Walker, 1864)
- T. polemarcha Meyrick, 1926
- T. polychlora Meyrick, 1926
- T. seclusella (Walker, 1864)